# Campeonato Metropolitano 1968 (Argentina)
El llamado Torneo Metropolitano 1968 fue el cuadragésimo primero de la era profesional y el primero de los tres jugados ese año de la Primera División de Argentina. Se jugó entre el 1 de marzo y el 4 de agosto, en su fase por el título, mientras que la instancia por el descenso terminó el 7 de diciembre.
Se disputaron dos grupos clasificatorios, cada uno con la mitad de los equipos participantes, en dos ruedas de ida y vuelta, todos contra todos, más un partido interzonal por fecha. Los  dos primeros de cada grupo fueron semifinalistas del cuadrangular final por eliminación directa, que se jugó a un solo partido en cancha neutral. 
Fue campeón el Club Atlético San Lorenzo de Almagro, con el equipo que pasó a la historia como Los Matadores, siendo el primer ganador invicto de un certamen de Primera División en el profesionalismo, con un juego elegante y destacado durante todo el campeonato.
Por otra parte, se determinaron los equipos clasificados al próximo Torneo Nacional, y se jugó el torneo reclasificatorio, del que participaron seis equipos relegados y cuatro equipos provenientes de la Primera B, para establecer la movilidad con la segunda división.

## Ascensos y descensos
| Pos      | Equipos ascendidos |
| -------- | ------------------ |
| 3.º Recl | Tigre              |
| 4.º Recl | Los Andes          |

| Pos      | Equipos descendidos en la temporada 1967 |
| -------- | ---------------------------------------- |
| 8.º Recl | Unión                                    |
| 9.º Recl | Deportivo Español                        |

## Equipos
| Equipo             | Ciudad          |
| ------------------ | --------------- |
| Argentinos Juniors | Buenos Aires    |
| Atlanta            | Buenos Aires    |
| Banfield           | Banfield        |
| Boca Juniors       | Buenos Aires    |
| Chacarita Juniors  | Villa Maipú     |
| Colón              | Santa Fe        |
| Estudiantes        | La Plata        |
| Ferro Carril Oeste | Buenos Aires    |
| Gimnasia y Esgrima | La Plata        |
| Huracán            | Buenos Aires    |
| Independiente      | Avellaneda      |
| Lanús              | Lanús           |
| Los Andes          | Lomas de Zamora |
| Newell's Old Boys  | Rosario         |
| Platense           | Buenos Aires    |
| Quilmes            | Quilmes         |
| Racing Club        | Avellaneda      |
| River Plate        | Buenos Aires    |
| Rosario Central    | Rosario         |
| San Lorenzo        | Buenos Aires    |
| Tigre              | Victoria        |
| Vélez Sarsfield    | Buenos Aires    |

### Distribución geográfica de los equipos
| Región                 | Cant. | Equipos |
| ---------------------- | ----- | --- |
| Ciudad de Buenos Aires | 9     | Argentinos Juniors, Atlanta, Boca Juniors, Ferro Carril Oeste, Huracán, Platense, River Plate, San Lorenzo y Vélez Sarsfield |
| Conurbano bonaerense   | 8     | Banfield, Chacarita Juniors, Independiente, Lanús, Los Andes, Quilmes, Racing Club y Tigre                                   |
| Provincia de Santa Fe  | 3     | Colón, Newell's Old Boys y Rosario Central                                                                                   |
| Ciudad de La Plata     | 2     | Estudiantes y Gimnasia y Esgrima                                                                                             |

## Fase de zonas
Los equipos participantes se dividieron en dos grupos, que jugaron y sumaron puntos independientemente entre sí, salvo un partido por fecha llamado interzonal, el que, en principio, correspondía a los respectivos clásicos.

### Zona A
| Pos. | Equipo             | Pts. | PJ | PG | PE | PP | GF | GC | Dif. |
| ---- | ------------------ | ---- | -- | -- | -- | -- | -- | -- | ---- |
| 1.º  | San Lorenzo        | 36   | 22 | 14 | 8  | 0  | 44 | 10 | 34   |
| 2.º  | Estudiantes (LP)   | 24   | 22 | 9  | 6  | 7  | 39 | 27 | 12   |
| 3.º  | Lanús              | 24   | 22 | 9  | 6  | 7  | 20 | 23 | −3   |
| 4.º  | Racing Club        | 23   | 22 | 5  | 13 | 4  | 28 | 29 | −1   |
| 5.º  | Boca Juniors       | 23   | 22 | 5  | 13 | 4  | 15 | 17 | −2   |
| 6.º  | Colón              | 21   | 22 | 7  | 7  | 8  | 26 | 25 | 1    |
| 7.º  | Newell's Old Boys  | 20   | 22 | 6  | 8  | 8  | 26 | 22 | 4    |
| 8.º  | Banfield           | 20   | 22 | 6  | 8  | 8  | 23 | 27 | −4   |
| 9.º  | Atlanta            | 18   | 22 | 5  | 8  | 9  | 20 | 25 | −5   |
| 10.º | Ferro Carril Oeste | 17   | 22 | 4  | 9  | 9  | 20 | 38 | −18  |
| 11.º | Platense           | 15   | 22 | 2  | 11 | 9  | 15 | 27 | −12  |

|  | Semifinalista del campeonato y clasificado al Nacional. |
|  | Clasificado al Nacional.                                |
|  | Al Promocional.                                         |
|  | Debió disputar el Reclasificatorio.                     |

### Zona B
| Pos. | Equipo                  | Pts. | PJ | PG | PE | PP | GF | GC | Dif. |
| ---- | ----------------------- | ---- | -- | -- | -- | -- | -- | -- | ---- |
| 1.º  | Vélez Sarsfield         | 32   | 22 | 12 | 8  | 2  | 40 | 20 | 20   |
| 2.º  | River Plate             | 31   | 22 | 12 | 7  | 3  | 31 | 16 | 15   |
| 3.º  | Rosario Central         | 27   | 22 | 10 | 7  | 5  | 29 | 17 | 12   |
| 4.º  | Huracán                 | 26   | 22 | 10 | 6  | 6  | 29 | 18 | 11   |
| 5.º  | Independiente           | 25   | 22 | 10 | 5  | 7  | 34 | 19 | 15   |
| 6.º  | Los Andes               | 23   | 22 | 8  | 7  | 7  | 30 | 28 | 2    |
| 7.º  | Chacarita Juniors       | 23   | 22 | 10 | 3  | 9  | 28 | 29 | −1   |
| 8.º  | Argentinos Juniors      | 19   | 22 | 6  | 7  | 9  | 23 | 29 | −6   |
| 9.º  | Quilmes                 | 18   | 22 | 6  | 6  | 10 | 27 | 34 | −7   |
| 10.º | Gimnasia y Esgrima (LP) | 11   | 22 | 3  | 5  | 14 | 20 | 52 | −32  |
| 11.º | Tigre                   | 8    | 22 | 2  | 4  | 16 | 12 | 47 | −35  |

|  | Semifinalista del campeonato y clasificado al Nacional. |
|  | Clasificado al Nacional.                                |
|  | Al Promocional.                                         |
|  | Debió disputar el Reclasificatorio.                     |

## Fase final

### Semifinales
Se cruzaron, en partidos eliminatorios, el primero con el segundo de cada zona.
| Semifinal 1 | Semifinal 1 | Semifinal 1 | Semifinal 1 | Semifinal 1 |
| 1º Zona A   | Resultado   | 2º Zona B   | Estadio     | Fecha       |
| ----------- | ----------- | ----------- | ----------- | ----------- |
| San Lorenzo | 3 - 1       | River Plate | El Cilindro | 31 de julio |

| Semifinal 2     | Semifinal 2 | Semifinal 2      | Semifinal 2 | Semifinal 2 |
| 1º Zona B       | Resultado   | 2º Zona A        | Estadio     | Fecha       |
| --------------- | ----------- | ---------------- | ----------- | ----------- |
| Vélez Sarsfield | 0 - 1       | Estudiantes (LP) | El Cilindro | 1 de agosto |

### Final
Se disputó a un solo partido entre los ganadores de las respectivas semifinales.
| Final       | Final        | Final            | Final      | Final       |
| Equipo 1    | Resultado    | Equipo 2         | Estadio    | Fecha       |
| ----------- | ------------ | ---------------- | ---------- | ----------- |
| San Lorenzo | 2 - 1 (t.s.) | Estudiantes (LP) | Monumental | 4 de agosto |

## Torneo Reclasificatorio
A los seis relegados de los grupos clasificatorios se agregaron el campeón, el subcampeón, el tercero y el cuarto de la Primera B, en un torneo de descenso, promoción o permanencia, donde los seis primeros de la tabla ascendían o conservaban la categoría, y los cuatro últimos descendían o permanecían, según de donde provinieran.

### Tabla de posiciones final
| Pos. | Equipo                  | Pts. | PJ | PG | PE | PP | GF | GC | Dif. |
| ---- | ----------------------- | ---- | -- | -- | -- | -- | -- | -- | ---- |
| 1.º  | Quilmes                 | 23   | 18 | 7  | 9  | 2  | 25 | 11 | 14   |
| 2.º  | Atlanta                 | 22   | 18 | 7  | 8  | 3  | 18 | 12 | 6    |
| 3.º  | Gimnasia y Esgrima (LP) | 21   | 18 | 8  | 5  | 5  | 23 | 16 | 7    |
| 4.º  | Platense                | 20   | 18 | 6  | 8  | 4  | 24 | 21 | 3    |
| 5.º  | Unión                   | 20   | 18 | 5  | 10 | 3  | 19 | 21 | −2   |
| 6.º  | Deportivo Morón         | 19   | 18 | 5  | 9  | 4  | 18 | 14 | 4    |
| 7.º  | Ferro Carril Oeste      | 17   | 18 | 4  | 9  | 5  | 17 | 18 | −1   |
| 8.º  | Nueva Chicago           | 14   | 18 | 4  | 6  | 8  | 15 | 23 | −8   |
| 9.º  | Almagro                 | 12   | 18 | 3  | 6  | 9  | 22 | 33 | −11  |
| 10.º | Tigre                   | 12   | 18 | 1  | 10 | 7  | 13 | 25 | −12  |

|  | Permaneció en Primera División.    |
|  | Ascendió a Primera División.       |
|  | Permaneció en la segunda división. |
|  | Descendió a la segunda división.   |

## Descensos y ascensos
De acuerdo con los resultados del reclasificatorio, Ferro Carril Oeste y Tigre descendieron a Primera B y fueron reemplazados por Unión y Deportivo Morón, para el Campeonato Metropolitano 1969.

## Goleadores
| Jugador              | Jugador         | Goles | Equipo           |
| -------------------- | --------------- | ----- | ---------------- |
| Bandera de Argentina | Alfredo Obberti | 13    | Los Andes        |
| Bandera de Argentina | Rodolfo Fischer | 13    | San Lorenzo      |
| Bandera de Argentina | Eduardo Flores  | 11    | Estudiantes (LP) |
| Bandera de Perú      | Miguel Loayza   | 11    | Huracán          |
| Bandera de Argentina | Héctor Yazalde  | 11    | Independiente    |